# 봉의 4

라이더-웨이트 타로 덱에서 봉의 4

봉의 4는 봉의 슈트의 플레잉 카드이다. 타로에서는 소 아르카나 카드이다.
타로 카드는 유럽 전역에서 타로 카드 게임을 하는 데 사용된다.
게임이 거의 알려지지 않은 영어권 국가에서는 타로 카드가 주로 점술 목적으로 사용되었다.

## 라이더-웨이트 상징주의
- 정면에 있는 구조는 유대교 결혼식 추파를 닮았지만, 그 믿음에서 전통적으로 천으로 뒤덮여 있지는 않다. 실제로 수확 축제를 준비하는 사마리아 유대인 수크카의 방식으로 과일과 고리로 연결된 그물로 덮여 있다.
- 네 개의 봉 구조는 다른 봉과 달리 자체 봉만큼 안정적으로 보입니다.
- 장식용 화환은 여름 과일, 특히 포도와 복숭아를 지닌 4개의 기둥 꼭대기에 매달려 있다.
- 이 카드에 있는 사람들은 이 슈트의 다른 카드에 나타나는 사람들과 달리 봉에서 약간 떨어져 보인다. 배경에서 계속 진행되는 것처럼 보인다.
- 그 구조에 더 가까운 사람들은 공중에서 꽃의 꽃다발을 ("PKT"에 따라) "코걸이" 소리를 내며 아주 열정적인 것처럼 보인다. 그들의 제스처는 초막절의 축하를 연상케 한다. 축하연은 하느님을 찬양하기 위해 뭉치를 심는다.
- 카드의 배경에는 큰 도시 성벽처럼 보인다. 타로 도해 웨이트에서는 "오래된 집"이라고 한다.

## 점술 사용법
이 카드는 일반적으로 긍정적인 것으로 간주된다. 이는 조화와 긍정적인 감정, 좋은 결과를 동반하는 고된 작업을 반영한다고 한다. 웨이트에 따르면, 이 카드는 시골 생활, 이상적인 피난처, 가정적인 농장집, 휴식, 일치, 조화, 번영, 평화, 혹은 이들 모두를 의미한다.

## 주요 의미
봉의 4의 주요 의미:
- 축하와 행복
- 완성
- 조화
- 새 시작
- 기쁨